# Jhangajholi Ralmata
Jhangajholi Ralmata – gaun wikas samiti w środkowej części Nepalu  w strefie Dźanakpur w dystrykcie Sindhuli. Według nepalskiego spisu powszechnego z 2001 roku liczył on 1052 gospodarstw domowych i 5950 mieszkańców (2935 kobiet i 3015 mężczyzn).